# Су Вейде
Су Вейде (кит.: 苏炜德 Su Weide, нар. 19 березня, 2000 року, Гуандун, Китай)— китайський гімнаст. Призер чемпіонату світу.

## Спортивна кар'єра
2023
На дебютному чемпіонаті світу в Антверпені, Бельгія, в фіналі командної першості, куди збірна Китаю ледь кваліфікувалася з восьмого місця після перемоги на чемпіонаті світу 2022 року, Вейде двічі впав з поперечини, що позбавило Китай шансів на перемогу. Завдяки підтримці товаришів по команді зміг налаштуватися та здобув особисту бронзову нагороду в фіналі вправи на поперечині.

## Результати на турнірах
| Рік                | Змагання         | КБ | ІБ | Вільні вправи | Кінь | Кільця | Опорний стрибок | Паралельні бруси | Перекладина |
| ------------------ | ---------------- | -- | -- | ------------- | ---- | ------ | --------------- | ---------------- | ----------- |
| Юніорські змагання |                  |    |    |               |      |        |                 |                  |             |
| 2017               | Чемпіонат Азії   | 2  |    | 1             |      |        |                 |                  |             |
| Дорослі змагання   |                  |    |    |               |      |        |                 |                  |             |
| 2023               | Чемпіонат світу  | 2  |    |               |      |        |                 |                  | 3           |
| 2024               | Олімпійські ігри | 2  |    |               |      |        |                 |                  |             |